# Леа, Исаак
Исаак Лев (англ. Isaac Lea; 4 марта 1792, Уилмингтон, Делавэр — 8 декабря 1886, Филадельфия, Пенсильвания) — американский конхиолог, геолог и издатель.

## Ранние годы и семья
Происходил из семьи квакеров, однако отступил от пацифизма и сражался в Англо-американской войне 1812 года. В 1821 году женился. Их с женой первый сын умер в младенческом возрасте, двое последующих выжили и затем стали известными людьми, как и некоторые из их потомков.

## Издательский бизнес
Издательский дом Леа и их компаньонов стал весьма успешен. Здесь печатались Американская энциклопедия, а также американские издания Вальтера Скотта и Джеймса Фенимора Купера.

## Научная карьера
Исаак Леа писал и публиковал книги по естественной истории. Некоторые из них проиллюстрировал его сын Генри Чарльз Леа. Особенно его интересовали моллюски.
Был руководителем или входил в руководство нескольких ведущих американских научных обществ своего времени.
Описал несколько видов моллюсков, изучению которых посвятил полвека. Дал имена двум:
- Euglandina vanuxemensis (Lea, 1834)
- Unio lawii (Lea, 1871) — в честь Анни Лоу.

## Смерть и память
Прожил 94 года. Скончался 8 декабря 1886 года и похоронен в Филадельфии.
В 1829 году Эдгар Аллан По посвятил ему стихотворение «Исааку Леа». Национальный музей в Вашингтоне хранит его коллекцию моллюсков. Историческое общество Пенсильвании владеет архивом его бизнеса.

## Публикации
- (1827—1874). Observations on the Genus Unio. 13 томов.
- (1833). Contributions to Geology
- (1837). «Observations on the Naiades». en:Transactions of the American Philosophical Society 5
- (1838). Synopsis of the Family of Naiades
- Lea I. (1838). «Description of New Freshwater and Land Shells». en:Transactions of the American Philosophical Society 6: 1-154.
- (1852). Fossil Footmarks in the Red Sandstones of Pottsville
- Lea, Isaac. Descriptions of Twenty New Species of Uniones of the United States (англ.) // Proceedings of the Academy of Natural Sciences of Philadelphia : journal. — 1871. — 1 April (vol. 23, no. 2). — P. 189—193. — ISSN 0097-3157. — JSTOR 4624172.